# MPEG-4 Audio Lossless Coding
MPEG-4 Audio Lossless Coding, auch bekannt unter MPEG-4 ALS, ist eine Erweiterung zum MPEG-4-Audio-Standard, um verlustfreie Kompression zu ermöglichen. Die Entwicklung dieser Erweiterung wurde im Dezember 2005 abgeschlossen.

## Merkmale
Das Verfahren liefert in Vergleichen mittelmäßige Packraten und decodiert sehr schnell.
Dazu ist es
- wohl sehr flexibel, was unterschiedliche Nutzungswünsche betrifft (schnelleres/langsameres Codieren/Decodieren – höhere/weniger hohe Packraten)
- als offener Standard – im Gegensatz zum Vorgänger LPAC offengelegt und beschrieben.

Es unterstützt
- Abtastwerte bis 32 Bit – auch Gleitkomma
- beliebige Abtastfrequenzen
- Mehrkanalfähigkeit (theoretisch bis zu 216=65536 Kanäle)
- Tagging
- schnelles Anspringen beliebiger Positionen in einer Datei („Random Access“)
- Streaming Audio

Durch Einbettung in den MP4-Container ergeben sich weitere Merkmale:
- Tagging (Einbettung von Zusatzinformationen zu Titel, Autor o. ä.)
- Fehlerkorrekturmechanismen
- Möglichkeit des Multiplexings mit Videomaterial

Zum Thema Praktische Zusatzoptionen:
- optionales getrenntes Speichern des Vorhersage-Signals und einer Fehlerkorrekturdatei sind nicht aus der Welt (bzw. den Gedanken) der Entwickler
- selbstentpackende Dateien (siehe WavPack) sind nicht geplant

## Geschichte
Auf einen Aufruf der Moving Picture Experts Group vom Juli 2002 zur Einreichung verlustloser Audiocodierverfahren kamen in der gesetzten Frist bis zum Dezember sieben Zuschriften. Bis zum März 2003 wurden deren Kompressionseffizienz, Komplexität und Flexibilität untersucht. Die Wahl fiel dann auf den Lossless Predictive Audio Compression (LPAC) von Tilman Liebchen aus dem Fachgebiet Nachrichtenübertragung der Technischen Universität Berlin, der Nachfolger von dessen Lossless Transform Audio Compression (LTAC). Es war das Verfahren mit den besten Packraten unter den Bewerbern der insgesamt sieben Einreicher und erforderte wenig Decodier-Aufwand. Im Juli 2003 wurde es offiziell zum Entwurf für den zukünftigen Standard erklärt. Die Entwicklung von LPAC wurde Ende 2004/Anfang 2005 eingestellt. Das Referenzmodell LPAC wurde unter Beteiligung von der TU Berlin, Real Networks und Nippon Telegraph and Telephone weiterentwickelt und um wichtige bislang fehlende Merkmale ergänzt. Als ISO/IEC 14496-3:2001/AMD 4, Audio Lossless Coding (ALS) sollte der neue Standard 2005 eingeführt werden.

## Technik
Das Eingangssignal wird durch einen anpassungsfähigen linearen Vorhersagefilter dekorreliert und das Restsignal nachfolgend mit verschiedenen Rice-Codes entropiekodiert. Zur Bestimmung der Koeffizienten für das Vorhersagefilter dient der Levinson-Durbin-Algorithmus.